# Сванетське повстання 1921 року
Сванетське повстання 1921 року було невдалим повстанням проти нещодавно встановленого більшовицького режиму в Грузії.
Повстання спалахнуло в Сванетії, високогірній західногрузинській провінції, майже відразу після вторгнення Червоної армії в Грузію і створення Грузинської РСР (лютий-березень 1921 р.). Перші заворушення серед місцевих селян виникли вже в травні 1921 року і швидко переросли в збройне повстання проти вкрай непопулярного ревкому Грузії ( Ревкому ), діючого більшовицького уряду в перехідний період. Партизанські загони на чолі з Мосостром Дадешкеліані, Нестором Гардапхадзе та Бідзіною Пірвелі у вересні роззброїли загони Червоної Армії, розташовані в Сванетії, і розпочали підготовку до походу на Кутаїсі, друге за величиною місто Грузії. Грузинський ревком, який опинився перед чіткою перспективою всенародного повстання та громадянської війни, 7 жовтня 1921 р. наказав створити спеціальні каральні загони для боротьби з повстанцями, яких визнали «політичними бандитами». 15 листопада 1921 р. радянські чиновники повідомляли, що кількість сванетанських повстанців становить 1600 осіб, а їхні дії координувала Націонал-демократична партія Грузії, яка підтримувала контакти з меншовицькою організацією в Тбілісі.
Бої в Сванетії тривали півроку, але радянським військам вдалося стримати поширення повстання на сусідні регіони. Наприкінці грудня 1921 року свіже підкріплення Червоної Армії остаточно придушило повстання. Головних повстанців було страчено і в цьому районі введені жорсткі репресивні заходи. Поразка сванетського повстання змусила основні грузинські опозиційні партії шукати більш тісної співпраці, яка пізніше завершилася узагальненням антирадянського повстання в серпні 1924 року.